# Kosezi
Kosezi (nem. Edlinger") je naziv za pripadnike srednjeveškega družbenega sloja za časa Karantanije s pravico do orožja in privilegijem ustoličevanja karantanskega kneza in kasneje koroškega vojvoda (do 1414 v slovenščini) in ki se je ohranil na osnovi srednjeveškega personalnega načela v pravu na Koroškem do visokega srednjega veka ter obdržal del svojih privilegijev ter srenjske gozdove) in pravico do nižjega sodstva.
Kosezi predstavljajo poseben sloj in so del družbene zgodovine vzhodnoalpskih Slovanov, Karantanije in Koroške. So izrazita posebnost tega ozemlja, saj se kraji, kjer so živeli, ali naselbine, ki s svojim imenom spominjajo nanje, nahajajo med zgornjo Anižo na severu in Kolpo na jugu, torej na prostoru alpskoslovanske kolonizacije in slovenske naselitve. Žive pravne sledove najdemo v nesistemsko majhni katastrkih občinah na Celovškem polju.

## Izvor
Teorije povezujejo izvor kosezov kot družbenega sloja z naselitvijo Obrov, z ostanki Gotov, z razvojem alpskih Slovanov, s priselitvijo "Hrvatov" (ne Hrvatov v sodobnem etničnem smislu) ter z vplivom Langobardov ali Frankov. V pisnih virih se pojavijo relativno pozno. Najstarejša navedba Kosentzes je iz srede 10. stoletja pri bizantinskem cesarju Konstantinu Porfirogenetu. V nemškogovorečem prostoru so ta družbeni sloj poimenovali z Edlinger (plemeniti ljudje), omenjajo pa se tudi kot arimanni, libertini, nobiles, rustici, liberti. Vsa imena pričajo o tem, da je moralo iti za privilegirano staroslovansko družbeno skupino, pri čemer ni sporen samo njihov izvor, ampak tudi izvor in pomen njihovega imena.
Franki so ob uvedbi svojega reda sprejeli koseze v svojo ureditev kot izjemno skupino med fevdalci in navadnimi svobodnjaki, saj je pluralizem pravnih redov sistemski značaj srednjeveškga prava (ki se s tem razlikuje od sodobnejšega teritorialnega načela) . V prvem razdobju fevdalne družbe, so bili osebno svobodni, ter hkrati niso bili vključeni v fevdalna zemljiška gospostva, imeli so pravico do orožja, dedovanja in prodaje svoje kmečke posesti. Bivali so na lastnem posestvu, ki so ga svobodno darovali ali zamenjavali.

## Družbena vloga
V gospodarskem pogledu so bili večinoma kmetje. Živeli so v skupinah, ki so jih povezovala posebna »koseška sodišča«. Kmet, ki je v poznem srednjem veku ustoličeval koroškega vojvodo, je bil kosez. Kosez je bil torej ustoličevalec in »obredni nosilec«, in sicer najstarejši moški član iz koseške rodbine vojvodskega kmeta iz Blažnje vasi, ki je sedeč na knežjem kamnu, držal z eno roko marogastega bika in z drugo kobilo enake barve. Koseze lahko opredelimo kot nastajajoče domače plemstvo, lahko pa jih enačimo z družiniki, verjetno so bili to oboroženi knezovi spremljevalci, katerim je knez v zameno za vojaško spremstvo podelil zemljiško posest.

## Položaj skozi stoletja
Kosezi so vse do 13. stoletja zavzemali posebno mesto sredi med fevdalci in podložniki in bili v tem času sloj povsem svojski za slovensko fevdalno družbo. Od fevdalcev jih je delilo to, da niso imeli zemljiškega gospostva, od podložnikov pa da v ta gospostva niso bili vključeni. Pa tudi navadni svobodnjaki niso bili, ker so imeli svojo posebno sodstvo, torej tudi pravo ter svoje posebne vojaške dolžnosti in bili izredno tesno povezani z vojvodo.
Toda odkar jim lahko od visokega srednjega veka dalje sledimo v virih, je to skupina, ki neprestano izgublja svoj star družbeni položaj. V listinah 12. stoletja so kosezi enakovredni z višjimi ministeriali, do srede 13. stoletja so se uvrščali in bili izenačeni z ministeriali in vitezi. V 14. stoletju je zaradi razkroja uradov del kosezov prešel med nižje plemstvo, del med meščane, del pa med podložnike. Tako so bili v poznem srednjem veku preostali kosezi samo še kmetje z nekaterimi privilegiji. S postopno izgubo privilegijev, so se kosezi po Wadlu, ki sledi Walterju Fresacherju - v velikem številu preselili v mesto Celovec, kjer so lahko ohranili tako del le-teh privelgijev.
Koseze poznamo na Slovenskem do srede 16. stoletja, v nekaterih osamljenih primerih tudi še nekaj dlje (npr. ukinitev njihovega privilegija sežiganja (nem. "Brennamt" na gradu Partovca na Celovškem polju v današnji občini Štalenska gora). Njihov obstoj dokazujejo številni kraji z imenom Koseze ali Edling (ohranjenih 29) na Koroškem, Štajerskem in deloma tudi na Kranjskem (na Gorenjskem in Dolenjskem).

## Novejša dognanja
Koseze pojmuje avstrijsko zgodovinopisje nemško kot Edlinger zlasti v koroškem kontekstu. 
Njihovo pravico do nošenja orožja in privilegij ustoličevanja karantanskih knezov in kasneje koroških vojvodov (do leta 1414 v slovenščini) se da v pravno-zgodovinski in državno-pravni analizi Bojana-Ilija Schnabla, izdajatelja in znanstvenega urednika Enciklopedije slovenske kulturne zgodovine na Koroškem, izključno utemeljiti na osnovi srednjeveškega t.i. "personalnega načela" v srednjeveškem pravu (Wilhelm Wadl govori pravilno o »socialnem pravu«) na Koroškem.
Kosezi so se na osnovi tega prava (v osnovi podobno kot avtonomno cerkveno pravo ali pravo stanov dokler se ni ustalilo teritorialno načelo v pravu) po referenčnem avtorju Wilhelmu Wadlu ohranili zlasti - kot je dognano za Celovško polje oziroma za osrednje-koroško občino Štalenska gora - do visokega srednjega veka ter so obdržali del svojih privilegijev (mdr. "kurnik" in "Brennamt" do leta 1602 koseške gospode gradu Partvoca!) kakor tudi srenjske gozdove). Srenjski gozd na Krištofovi gori je bil parceliran šele leta 1880! 
Ohranili so zlasti pravico do nižjega sodstva, kot je to do danes razvidno v izjemno majhni katastrskih občinah zlasti na Celovškem polju (kot npr. Rogarja vas). Dodatno je dognano, da so domači kosezi imeli posebne vloge pri izgradnji ter ohranjanju cerkva v svojih vaseh (zasebna kapela gradu Partovca, Cerkev sv. Lovrenca, Šentlovrenc (Štalenska gora), Ovše).
Po Wadlu je prav to avtonomno pravo tudi prispevalo k njihovem propadu, saj so zaradi dedne pravice, po kateri so se imovine in lastnine delili, sčasoma drobili svoja posestva, iz katerih so nastale cele vasi (zlasti na Celovškem polju kot so to Domačnja vas, Partovca, Šenttomaž pri Celovcu, Rogarja vas, Svinča vas, Timenica, Vasja vas). 

## Seznam vasi koseškega izvora
Seznam podaja imena vasi v avstrijsko-koroški občini Štalenska gora na Celovškem polju, ki so dognano koseškega izvora in kjer so se ohranile pravne ali pravno-materialne sledi tega stanu in njihovega pravnega sistema. Vse so natančno opisane v referenčni knjigi o občinski zgodovini Štalenske gore g. Wilhema Wadla, nato v Enciklopediji slovenske kulturne zgodovine na Koroškem ter posledično v slovenščini opisane delno v disertaciji o ustavni zgodovini iz pravno-državnega vidika ter na Wikipediji.
- Bezovje (naselje koseškega izvora)
- Borovje (naselje koseškega izvora)
- Bučinja vas (naselje koseškega izvora)
- Čilberk (ruševina)
- Domačnja vas (vas)
- Dominča vas (vas)
- Gundrska vas (vas)
- Grad Gundrska vas (grad)
- Ličje (naselje koseškega izvora)
- Otmanje (vas in grad)
- Dvorec Otmanje (dvorec)
- Ovčjak (vas koseškega izvora)
- Ovše (naselje koseškega izvora)
- Partovca (vas in grad)
- Rogarja vas (naselje koseškega izvora)
- Svinča vas (naselje koseškega izvora)
- Šentlovrenc (naselje koseškega izvora)
- Škofji Dvor, Štalenska gora (vas koseškega izvora)
- Timenica (vas koseškega izvora in cerkev)